# Innocenzo Donina
Innocenzo Donina (Piancogno, 6 de julho de 1950 — Bérgamo, 19 de março de 2020) foi um futebolista italiano. Jogou nas principais ligas profissionais da Itália.

## Morte
Em 19 de março de 2020, morreu de COVID-19, em meio a pandemia da doença na Itália.